# Pelle Pingvin (film)
Pelle Pingvin, även Pelle: den glada pingvinen (ryska: Приключе́ния пингвинёнка Лоло́, Prikljútjenija pingvinjónka Loló, japanska: 小さなペンギンロロの冒険, Chisaana penguin Roro no booken), är en sovjetisk-japansk trilogi tecknade filmer från 1986—1987 som är en samproduktion mellan sovjetiska Sojuzmultfilm och Sovinfilm och japanska Life Work Corporation och Aist Corporation. Filmen handlar om den unga pingvinen Pelles äventyr.

## Rollista
| Roll          | Sovjetiska röster                                           | Japanska röster |
| ------------- | ----------------------------------------------------------- | --------------- |
| Pelle         | Svetlana Steptjenko                                         | Kazuko Sugiyama |
| Peppe         | Ljudmila Gnilova                                            | Sanae Miyuki    |
| Mack          | Natalia Tjentjik                                            |                 |
| Toto          | Rolan Bykov                                                 |                 |
| Lala          | Jelena Sanajeva                                             |                 |
| Pigo          | Vjatjeslav Nevinnyj                                         |                 |
| Don           | Tatiana Kurjanova                                           |                 |
| Popo          | Anatolij Solovjov                                           |                 |
| Jack          | Evgenij Leonov                                              |                 |
| Polarforskare | Nikolaj Grabbe                                              |                 |
| Kapten        | Jurij Volintsev                                             |                 |
| Tjuvskyttar   | Vjatjeslav Bogatjev Vladimir Sosjalskij Vladimir Ferapontov |                 |
| Berättare     | Aleksej Batalov                                             |                 |

## Produktion
1973 kom den japanska barnfilmsproducenten, Takeo Nishiguchi som var mycket imponerad av sovjetisk animation, till Moskva. 1980 föreslog han att Sovjetunionens Goskino skulle producera en tecknad långfilm. För att få båda sidors godkännande valde Nishiguchi en neutral historia som inte rör vare sig Sovjetunionen eller Japan, och projektet lanserades. Från Sovjetunionens sida deltog filmstudiorna Sojuzmultfilm och Sovinfilm, från Japans sida, filmbolagen Aist Corporation och Life Work Corporation.
Filmen animerades från Sovjetunionen, medan Japan var sponsor, samt tillhandahöll filmutrustning och inspelningsteknik. Under arbetet ställdes Nishiguchi och det japanska teamet inför det faktum att arbetsmetoderna för att animera i Sovjetunionen skiljer sig från dem i Japan. Det upptäcktes också att perforeringen av sovjetiska filmer skiljer sig mycket från perforeringen av utländska filmer, vilket är orsaken till att det japanska företaget Fujifilm, vars film den tecknade filmen spelades in på, till och med var tvungen att utveckla ett speciellt negativ.
Arbetet med trilogin tog åtta år och blev slutligen klart 1988, då blev den japanska versionen klar. Den  första delen av den sovjetiska versionen blev klar 1986, den andra och tredje 1987.